# Sofia Black-D’Elia
Sofia Black-D’Elia (ur. 24 grudnia 1991 w Clifton) – amerykańska aktorka.

## Kariera
Aktorka pojawiła się na szklanym ekranie w 2011, występując w amerykańskiej wersji serialu Kumple, wcielając się w rolę Tei Marvelli. W 2013 wcieliła się w rolę Jules Whitman w serialu Betrayal, zaś w 2015 pojawiła się w serialu Posłańcy (ang. The Messengers). W 2016 zagrała Tirzę Ben-Hur w dramacie historycznym w reżyserii Timura Biekmambietowa Ben-Hur.

## Filmografia

### Filmy
| Rok  | Tytuł                                      | Rola      | Uwagi |
| ---- | ------------------------------------------ | --------- | ----- |
| 2013 | Imigrantka                                 | Nie Magda |       |
| 2014 | Born of War                                | Mina      |       |
| 2015 | Projekt Almanach: Witajcie we wczoraj      | Jessie    |       |
| 2016 | Viral                                      | Emma      |       |
| 2016 | Ben-Hur                                    | Tirzah    |       |
| 2021 | Do wszystkich chłopców: Zawsze i na zawsze | Heather   |       |
| 2023 | Good Burger 2                              | Maria     |       |
| 2024 | I Love You Forever                         | Mackenzie |       |

### Telewizja
| Rok     | Tytuł                              | Rola                  | Uwagi          |
| ------- | ---------------------------------- | --------------------- | -------------- |
| 2009–10 | Wszystkie moje dzieci              | Bailey Wells          | 28 odcinki     |
| 2011    | Kumple                             | Tea Marvelli          | 10 odc.        |
| 2012    | Plotkara                           | Natasha "Sage" Spence | 9 odc.         |
| 2013    | Betrayal                           | Jules Whitman         | 4 odc.         |
| 2015    | Posłańcy                           | Erin Calder           | 13 odc.        |
| 2016    | Długa noc                          | Andrea Cornish        | 5 odc.         |
| 2016    | Invisible                          | Tatiana Ashland       | 6 odc.         |
| 2017–18 | Cioteczka Mick                     | Sabrina Pemberton     | w gł. obsadzie |
| 2020–21 | Your Honor                         | Frannie               | w gł. obsadzie |
| 2022–23 | Z pamiętnika samotnej alkoholiczki | Samantha Fink         | gł. rola       |